# Thelotrema parvizebrinum
Thelotrema parvizebrinum är en lavart som beskrevs av Mangold. Thelotrema parvizebrinum ingår i släktet Thelotrema och familjen Graphidaceae.   Inga underarter finns listade i Catalogue of Life.